# Harmer Glacier
Harmer Glacier är en glaciär i Sydgeorgien och Sydsandwichöarna (Storbritannien). Den ligger i den nordvästra delen av Sydgeorgien och Sydsandwichöarna. Harmer Glacier ligger 167 meter över havet.
Terrängen runt Harmer Glacier är kuperad åt nordost, men åt sydväst är den platt. Havet är nära Harmer Glacier åt sydväst.  Det finns inga samhällen i närheten. 